# Morpholeria kerteszii
Morpholeria kerteszii är en tvåvingeart som beskrevs av Leander Czerny 1924. Morpholeria kerteszii ingår i släktet Morpholeria och familjen myllflugor. Inga underarter finns listade i Catalogue of Life.